# Petit manseng

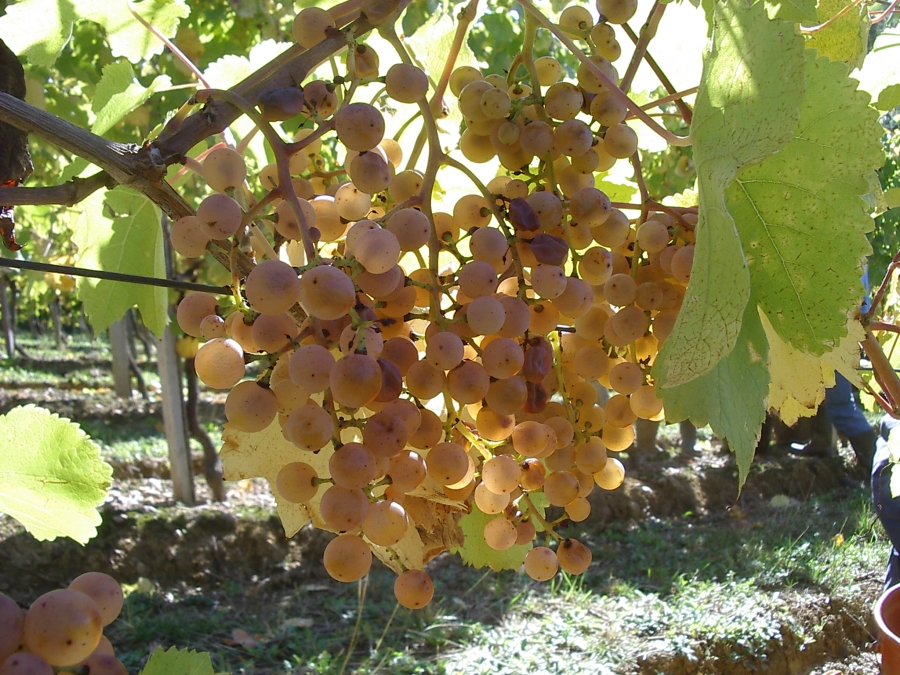
Een rijpe tros Petit Manseng in een wijngaard bij Monein

De Petit Manseng is een druivenras dat ten tijde van Henri IV al voorkwam in de wijngaarden van Béarn.
Petit Manseng en Gros Manseng zijn twee basis druivenrassen voor de Jurançon. Het zijn soorten die eveneens gebruikt worden in de Pacherenc du Vic-Bilh.
De Petit Manseng geeft zowel witte droge en fruitige, maar ook zoete wijnen met veel aroma's. 

## Synoniemen
Escriberou, Ichiriota Zuria Tipia (Baskenland), Manseing, Manseng Blanc, Mansengou en in de Béarn als Mansic, Mausec, Mausenc Blanc, Miot, Petit Mansenc.